# Паредес (Агуаскальентес)
Паредес (исп. Paredes) — посёлок в центральной части Мексики, на территории штата Агуаскальентес. Входит в состав муниципалитета Сан-Хосе-де-Грасия.

## Географическое положение
Паредес расположен в северо-западной части штата, на западном берегу водохранилища Кальес, на расстоянии приблизительно 28 километров к северо-западу от города Агуаскальентес. Абсолютная высота — 2033 метра над уровнем моря.

## Население
Согласно данным, полученным в ходе проведения официальной переписи 2005 года, в посёлке проживало 1056 человек (490 мужчин и 566 женщин). Насчитывалось 215 домов. По возрастному диапазону население распределилось следующим образом: 49,2 % — жители младше 18 лет, 42,5 % — между 18 и 59 годами и 8,3 % — в возрасте 60 лет и старше. Уровень грамотности среди жителей старше 15 лет составлял 97,7 %.
По данным переписи 2010 года, численность населения Паредеса составляла 1017 человек. Динамика численности населения посёлка по годам:
| 2000 | 2005 | 2010 |
| ---- | ---- | ---- |
| 1089 | 1056 | 1017 |